# Suany Fajardo
Suany Fajardo (Guayaquil, Guayas, Ecuador, 24 de febrero de 1994) es una futbolista ecuatoriana que juega como defensa y su actual equipo es el Barcelona Sporting Club de la Súperliga femenina de Ecuador.

## Trayectoria

### Rocafuerte FC
Se inició en el año 2013, jugando en las filas del Rocafuerte, allí permaneció por 1 temporada.

### Unión Española
En el 2014 se unió al Unión Española, club en el cual fue tricampeona en los años 2015, 2016 y 2017-2018.

### Club Deportivo El Nacional
En el 2020 fichó por el Club Deportivo El Nacional, club en el cual se coronó campeona de la Súperliga Femenina.

### Deportivo Cuenca
En el 2019 fichó por Deportivo Cuenca, club en el cual fue campeona de la naciente Súperliga Femenina, para el año 2021 regresó nuevamente al club morlaco, y obtuvo por 3er vez consecutiva, la corona de la Súperliga Femenina.

### Barcelona Sporting Club
En el 2022 fichó por Barcelona Sporting Club.

## Selección nacional
Ha sido internacional con la Selección femenina de fútbol de Ecuador.

### Participaciones en Copa América
| Copa América               | Sede     | Resultado    | Partidos | Goles |
| -------------------------- | -------- | ------------ | -------- | ----- |
| Copa América Femenina 2018 | Chile    | Primera Fase | 4        | 1     |
| Copa América Femenina 2022 | Colombia |              |          |       |

## Clubes
| Club                       | País    | Año         | Part. | Goles |
| -------------------------- | ------- | ----------- | ----- | ----- |
| Rocafuerte F.C             | Ecuador | 2013        |       |       |
| Unión Española             | Ecuador | 2014 - 2018 | 60    | 16    |
| Deportivo Cuenca           | Ecuador | 2019, 2021  | 45    | 11    |
| Club Deportivo El Nacional | Ecuador | 2020        | 12    | 1     |
| Total                      | Total   | Total       | 117   | 28    |

Actualizado al 12 de septiembre del 2021.

## Palmarés

### Títulos nacionales
| Título                                            | Club                           | País    | Año        |
| ------------------------------------------------- | ------------------------------ | ------- | ---------- |
| Campeonato Ecuatoriano de Fútbol Femenino 2013    | Rocafuerte Fútbol Club         | Ecuador | 2013       |
| Campeonato Ecuatoriano de Fútbol Femenino 2015    | Unión Española                 | Ecuador | 2015       |
| Campeonato Ecuatoriano de Fútbol Femenino 2016    | Unión Española                 | Ecuador | 2016       |
| Campeonato Ecuatoriano de Fútbol Femenino 2017-18 | Unión Española                 | Ecuador | 2017- 2018 |
| Súperliga Ecuatoriana de Fútbol Femenino 2019     | Club Deportivo Cuenca Femenino | Ecuador | 2019       |
| Súperliga Ecuatoriana de Fútbol Femenino 2020     | Club Deportivo El Nacional     | Ecuador | 2020       |
| Súperliga Femenina de Ecuador 2021                | Club Deportivo Cuenca Femenino | Ecuador | 2021       |